# Берегуляк Іван
Берегуляк Іван (* 1895, с. Добрівляни, Дрогобицький район, Львівська область — † 1 листопада 1915, біля с. Семиківці, тепер Теребовлянський район Тернопільська область) — підхорунжий Легіону УСС.

## Життєпис
Народився 1895 р. у селі Добрівляни (тепер Дрогобицького району, Львівської області). Батько - залізничний урядник
Закінчив гімназію в Стрию. Член Пласту в Стрию (1912–1914).
У Легіоні УСС з 1914, брав участь у всіх боях і походах I-го куреня. Командував чотою сотні Зенона Носковського. Нагороджений Бронзовою медаллю «За хоробрість» та Срібною медаллю 2 ступеня «За хоробрість». 
Загинув у бою з російською армією 1 листопада 1915, біля с. Семиківці, тепер Теребовлянського району. Похований у с. Вівся, Тернопільського району.